# Суводь (гидрология)
Су́водь — вращательное движение воды в реке за выступом берега, вдающимся в русло (под нижним плечом яра, под крутым, выступающим в реку рынком гор, крупной высыпкой и т. п.). Согласно словарю Даля, это «круговая струя над омутом, коего круча обращена встречу теченью; круженье воды от удара в мыс, или от встречного теченья, при впадении одной реки в другую». В народе в ходу также название у́лово.

## Описание явления
У правого берега вода в суводи вращается по часовой стрелке, у левого — наоборот. Суводь может возникать за искусственным сооружением (например, опорой моста), которое огибается течением.
При больших размерах суводи (десятки метров в диаметре) вращение воды в ней происходит достаточно плавно, поэтому издали она может быть малозаметной. Суводь небольших размеров (до нескольких метров в диаметре) с большой скоростью вращения воды образует хорошо видимую воронку, и чаще называется водоворотом (в ряде местностей — омутом).

## Влияние на судоходство
Для тяжелых судов, длина которых значительно превосходит размеры суводи, само движение воды не представляет серьёзной опасности, однако возможно столкновение с плавающими во вращающемся потоке предметами, опасное из-за разницы в скоростях движения.
На судно, длина которого сравнима с размером суводи, при попадании в неё воздействуют разворачивающие моменты, противоположные по направлению и приложенные к носовой и кормовой частям, отчего судно за короткое время может быть развёрнуто на значительный угол. Такие суводи рекомендуется проходить на повышенной скорости.
Лёгкие суда, длина которых значительно меньше размеров суводи, могут быть затянуты в круговое движение («пойманы» у́ловом). В этом случае рекомендуется обеспечить ровное положение судна и, двигаясь на малой скорости во вращающемся потоке ближе к внешнему краю суводи, при подходе к зоне основного течения постепенно увеличивать скорость, выходя на стрежень.
В быстрых реках у́лово (суводь) может образовываться даже за камнем. При пересечении границы у́лова судно испытывает давление из-за разницы скоростей и векторов движения воды и может быть перевёрнуто.

## См.также
- Сувой